# Tetragnatha lepida
Tetragnatha lepida är en spindelart som beskrevs av William Joseph Rainbow 1916. Tetragnatha lepida ingår i släktet sträckkäkspindlar, och familjen käkspindlar.
Artens utbredningsområde är Queensland. Inga underarter finns listade i Catalogue of Life.